# Panilla lophosticta
Panilla lophosticta là một loài bướm đêm trong họ Erebidae.